# SSV Jahn Regensburg
SSV Jahn Regensburg is een Duitse voetbalclub uit de stad Regensburg, Beieren.

## Geschiedenis

### Vooroorlogse geschiedenis
De club werd opgericht in 1886 als Turnerbund Jahn Regensburg. Op 4 oktober 1907 kreeg de club ook een voetbalafdeling, die zich later aansloot bij de Zuid-Duitse voetbalbond. In 1916/17 nam de club deel aan de Zuid-Duitse eindronde en verloor hier met zware cijfers van Bayern München. In 1924 besliste de Deutsche Turnerschaft dat turnclubs en voetbalclubs gescheiden moesten worden. De voetballers werden zelfstandig als Sportbund Jahn Regensburg. In 1927 promoveerde de club naar de hoogste klasse van de Zuid-Beierse competitie. Na twee middelmatige seizoenen werd de club vicekampioen in 1929/30, zij het met grote achterstand op Bayern München. Hierdoor plaatste de club zich voor de Zuid-Duitse eindronde, waar de club slechts zesde werd in de groepsfase. Tijdens de eindronde won de club met 3:0 van topclub 1. FC Nürnberg en werd Hans Jakob ontdekt door bondscoach Otto Nerz. Jakob speelde 38 interlands, tot 1939, waaronder op het WK voetbal 1934. Tot op heden is hij de enige international van Regensburg. De volgende twee seizoenen werd de club vierde en in 1932/33 voorlaatste. Op 24 mei 1934 fuseerde de club met SV 1889 Regensburg en Schwimmverein Regensburg en werd zo SSV Jahn 1889 Regensburg.
In 1933 kwam de NSDAP aan de macht in Duitsland en zij herstructureerden de competitie. De Zuid-Duitse bond en zijn competities werden afgeschaft en de club ging nu in de Gauliga Bayern spelen. Na twee seizoenen degradeerde de club uit de Gauliga. Het volgende seizoen nam de club deel aan de eindronde om promotie, maar kwam één punt te kort op VfB 1907 Coburg. Een jaar later won Jahn Regensburg de eindronde en keerde terug naar de Gauliga. Na twee keer op rij derde te worden belandde de club in de middenmoot tot aan het einde van de Gauliga in 1945.

### 1945-1996
Na de Tweede Wereldoorlog ging de club in de Bayernliga spelen, de tweede klasse onder de nieuwe Oberliga Süd. De club speelde telkens bovenaan, maar kon pas in 1949 de titel pakken en promoveren. De club degradeerde meteen weer en een nieuwe promotie kwam er pas in 1953. In het eerste seizoen werd de club zesde, de beste notering zou later blijken. Hierna ging het op en neer tot een nieuwe degradatie volgde in 1957/58. In 1960 keerde de club nog één seizoen terug naar het hoogste niveau. In de II. Liga deed de club het niet zo goed zodat ze in 1963 niet opgenomen werden in de Regionalliga, die nu de tweede klasse werd. In 1965 degradeerde de club zelfs naar de Landesliga, maar na twee titels op rij promoveerde de club in 1967 naar de Regionalliga. De club speelde hier tot 1974 en werd in 1968/69 en 1970/71 vijfde. In 1974 werd de 2. Bundesliga ingevoerd als nieuwe hoogste klasse, door een laatste plaats kwalificeerde de club zich hier sowieso niet voor. De club werd wel meteen kampioen en promoveerde naar de 2. Bundesliga, maar kon slechts twee seizoenen standhouden. Na twee degradaties op rij belandde de club in de Landesliga, waar de club vijf seizoenen aan de top speelde, maar pas in 1983 de titel kon pakken. Hier speelde de club tot 1988 en opnieuw van 1990 tot 1996.

### 1996-heden
Door de degradatie naar de Landesliga en de gelijktijdige promotie van SG Post/Süd Regensburg naar de Bayernliga was Jahn Regensburg plots nog maar de tweede club van de stad. Na drie jaar in de Landesliga promoveerde Jahn Regensburg en door de degradatie van SG Post/Süd werd Jahn Regensburg opnieuw de nummer één. In de Bayernliga werd de club meteen kampioen en na eindrondewedstrijden tegen SV Sandhausen en FSV Frankfurt promoveerde de club naar de Regionalliga. In 2002 slurpte de club de voetbalafdeling van SG Post/Süd op, die als tweede elftal ging fungeren. Na drie seizoenen kon de club promotie afdwingen naar de 2. Bundesliga, zodat de club voor het eerst in meer dan twintig jaar profvoetbal kon spelen. De club degradeerde echter na één seizoen weer. Twee jaar later zakte Jahn Regensburg verder naar de Bayernliga, maar kon na één seizoen terugkeren naar de Regionalliga. De club werd negende in 2008 waardoor het zich kwalificeerde voor de 3. Liga, die nu de derde profklasse werd. Na een paar seizoenen in de lagere en betere middenmoot promoveerde Jahn Regensburg naar de 2. Bundesliga nadat ze 3de werden en de barragewedstrijden tegen Karlsruher SC wonnen. Na één seizoen degradeerde de club weer naar de 3. Liga.
Het seizoen 2014/15 draaide uit op een ramp voor de ploeg. Regensburg zakte relatief snel weg en belandde op 9de speeldag voor vrijwel het hele resterende seizoen op de degradatierangen. Ondanks de vele pogingen om van de uiteindelijk laatste plaats weg te raken lukte het de club niet en de degradatie naar de Regionalliga stond al op de 35ste speeldag vast. Er werd gevreesd voor een enorme uitverkoop van spelers, maar dat viel uiteindelijk nog wel mee. Nadat de kapitein aankondigde bij de nu vierdeklasser te blijven, bleven verschillende andere stamspelers ook. Na één seizoen promoveerde Jahn Regensburg naar de 3. Liga. In 2017 promoveerde de club opnieuw naar het tweede niveau. In het seizoen 2017/18 eindigde de club nog als vijfde, maar de jaren daarna zakte de club steeds verder af wat er in 2023 voor zorgde dat de club wederom degradeerde naar de 3. Liga waar het na één seizoen direct terug promoveerde naar de 2. Bundesliga.

## Overzichtslijsten
| Niveau | Aantal | Periode (1945-2026) |
| ------ | ------ | --- |
| I      | 7      | 1949-1950, 1953-1958, 1960-1961 |
| II     | 29     | 1945-1949, 1950-1953, 1958-1960, 1961-1963, 1967-1974, 1975-1977, 2003-2004, 2012-2013, 2017-2023, 2024-2025                                 |
| III    | 29     | 1963-1965, 1966-1967, 1974-1975, 1977-1978, 1983-1988, 1990-1994, 2000-2003, 2004-2006, 2007-2012, 2013-2015, 2016-2017, 2023-2024, 2025-... |
| IV     | 13     | 1965-1966, 1978-1983, 1988-1990, 1994-1996, 1999-2000, 2006-2007, 2015-2016                                                                  |
| V      | 3      | 1996-1999 |

### Eindklasseringen vanaf 1964 (grafisch)
- 1964 2e
Niveau 3
- 1965 17e
Niveau 3
- 1966 4e
Niveau 4
- 1967 1e
Niveau 3
- 1968 15e
Regionalliga
- 1969 5e
Regionalliga
- 1970 10e
Regionalliga
- 1971 5e
Regionalliga
- 1972 16e
Regionalliga
- 1973 11e
Regionalliga
- 1974 18e
Regionalliga
- 1975 1e
Niveau 3
- 1976 17e
2. Bundesliga
- 1977 19e
2. Bundesliga
- 1978 17e
Niveau 3
- 1979 5e
Niveau 4
- 1980 3e
Niveau 4
- 1981 3e
Niveau 4
- 1982 3e
Niveau 4
- 1983 1e
Niveau 4
- 1984 8e
Oberliga
- 1985 12e
Oberliga
- 1986 5e
Oberliga
- 1987 13e
Oberliga
- 1988 14e
Oberliga
- 1989 7e
Niveau 4
- 1990 1e
Niveau 4
- 1991 11e
Oberliga
- 1992 5e
Oberliga
- 1993 11e
Oberliga
- 1994 17e
Oberliga
- 1995 8e
Oberliga
- 1996 18e
Oberliga
- 1997 2e
Verbandsliga
- 1998 3e
Verbandsliga
- 1999 1e
Verbandsliga
- 2000 1e
Oberliga
- 2001 12e
Regionalliga
- 2002 3e
Regionalliga
- 2003 2e
Regionalliga
- 2004 16e
2. Bundesliga
- 2005 8e
Regionalliga
- 2006 17e
Regionalliga
- 2007 1e
Oberliga
- 2008 9e
Regionalliga
- 2009 15e
3. Liga
- 2010 16e
3. Liga
- 2011 8e
3. Liga
- 2012 3e
3. Liga
- 2013 18e
2. Bundesliga
- 2014 11e
3. Liga
- 2015 20e
3. Liga
- 2016 1e
Regionalliga
- 2017 3e
3. Liga
- 2018 5e
2. Bundesliga
- 2019 8e
2. Bundesliga
- 2020 12e
2. Bundesliga
- 2021 14e
2. Bundesliga
- 2022 15e
2. Bundesliga
- 2023 17e
2. Bundesliga
- 2024 3e
3. Liga
- 2025 18e
2. Bundesliga

- Niveau 2
- Niveau 3
- Niveau 4
- Niveau 5

| Legenda niveautijdlijn | Legenda niveautijdlijn      | Legenda niveautijdlijn      | Legenda niveautijdlijn      | Legenda niveautijdlijn    | Legenda niveautijdlijn |
| Liga                   | Seizoen 1963/64 t/m 1973/74 | Seizoen 1974/75 t/m 1993/94 | Seizoen 1994/95 t/m 2007/08 | Seizoen 2008/09 tot heden | Opmerking              |
| ---------------------- | --------------------------- | --------------------------- | --------------------------- | ------------------------- | ---------------------- |
| Bundesliga             | Niveau I                    | Niveau I                    | Niveau I                    | Niveau I                  |                        |
| 2. Bundesliga          | --                          | Niveau II                   | Niveau II                   | Niveau II                 |                        |
| 3. Liga                | --                          | --                          | --                          | Niveau III                |                        |
| Regionalliga           | Niveau II                   | --                          | Niveau III                  | Niveau IV                 |                        |
| Oberliga               | --                          | Niveau III *                | Niveau IV                   | Niveau V                  | * vanaf 1978/79        |

### Seizoensresultaten vanaf 1964
| Seizoen | Competitie          | Niveau | Eindstand | DFB Pokal   | Opmerking                                                                                  |
| ------- | ------------------- | ------ | --------- | ----------- | ------------------------------------------------------------------------------------------ |
| 1963/64 | Bayernliga          | III    | 2         | --          |                                                                                            |
| 1964/65 | Bayernliga          | III    | 17        | --          |                                                                                            |
| 1965/66 | Landesliga Mitte    | IV     | 1         | --          |                                                                                            |
| 1966/67 | Bayernliga          | III    | 1         | --          |                                                                                            |
| 1967/68 | Regionalliga Süd    | II     | 15        | 1e ronde    | < FC Bayern München: 1-4 n.v.                                                              |
| 1968/69 | Regionalliga Süd    | II     | 5         | 1e ronde    | < Alemannia Aachen: 0-1                                                                    |
| 1969/70 | Regionalliga Süd    | II     | 10        | 8e finale   | < FC Bayern München: 0-4                                                                   |
| 1970/71 | Regionalliga Süd    | II     | 5         | --          |                                                                                            |
| 1971/72 | Regionalliga Süd    | II     | 16        | --          |                                                                                            |
| 1972/73 | Regionalliga Süd    | II     | 11        | --          |                                                                                            |
| 1973/74 | Regionalliga Süd    | II     | 18        | --          |                                                                                            |
| 1974/75 | Bayernliga          | III    | 1         | --          |                                                                                            |
| 1975/76 | 2. Bundesliga#Süd   | II     | 17        | --          |                                                                                            |
| 1976/77 | 2. Bundesliga#Süd   | II     | 19        | 2e ronde    | < SC Fortuna Köln: 1-2 n.v.                                                                |
| 1977/78 | Bayernliga          | III    | 17        | 1e ronde    | < FV Wurzburg 04: 0-1                                                                      |
| 1978/79 | Landesliga Mitte    | IV     | 5         | --          |                                                                                            |
| 1979/80 | Landesliga Mitte    | IV     | 3         | --          |                                                                                            |
| 1980/81 | Landesliga Mitte    | IV     | 3         | --          |                                                                                            |
| 1981/82 | Landesliga Mitte    | IV     | 3         | --          |                                                                                            |
| 1982/83 | Landesliga Mitte    | IV     | 1         | --          |                                                                                            |
| 1983/84 | Bayernliga          | III    | 8         | --          |                                                                                            |
| 1984/85 | Bayernliga          | III    | 12        | --          |                                                                                            |
| 1985/86 | Bayernliga          | III    | 5         | --          |                                                                                            |
| 1986/87 | Bayernliga          | III    | 13        | --          |                                                                                            |
| 1987/88 | Bayernliga          | III    | 14        | --          | pd-wedstrijd > 1. FC Miltach: 0-2                                                          |
| 1988/89 | Landesliga Mitte    | IV     | 7         | --          |                                                                                            |
| 1989/90 | Landesliga Mitte    | IV     | 1         | --          | play-off om kampioenschap > SV Heidingsfeld: 2-0                                           |
| 1990/91 | Bayernliga          | III    | 11        | --          |                                                                                            |
| 1991/92 | Bayernliga          | III    | 5         | --          |                                                                                            |
| 1992/93 | Bayernliga          | III    | 11        | 2e ronde    | < SpVgg Plattling: 1-2                                                                     |
| 1993/94 | Bayernliga          | III    | 17        | --          | pd-wedstrijden > VfL Frohnlach: 2-3; SpVgg Weiden: 1-0                                     |
| 1994/95 | Bayernliga          | IV     | 8         | --          |                                                                                            |
| 1995/96 | Bayernliga          | IV     | 18        | --          |                                                                                            |
| 1996/97 | Landesliga Mitte    | V      | 3         | --          |                                                                                            |
| 1997/98 | Landesliga Mitte    | V      | 3         | --          |                                                                                            |
| 1998/99 | Landesliga Mitte    | V      | 1         | --          |                                                                                            |
| 1999/00 | Bayernliga          | IV     | 1         | --          |                                                                                            |
| 2000/01 | Regionalliga Süd    | III    | 12        | --          | Winnaar Bayerischer Pokal > Würzburger FV: 3-0                                             |
| 2001/02 | Regionalliga Süd    | III    | 3         | 1e ronde    | < Bayer 04 Leverkusen: 0-3; Finalist Bayerischer Pokal > FC Bayern München-amateurs: 1-4   |
| 2002/03 | Regionalliga Süd    | III    | 2         | 1e ronde    | < LR Ahlen: 1-2                                                                            |
| 2003/04 | 2. Bundesliga       | II     | 16        | 8e finale   | < MSV Duisburg: 3-3 (2-4 n.s.); Winnaar Bayerischer Pokal > TSV Aindling: 1-1 (6-5 n.s.)   |
| 2004/05 | Regionalliga Süd    | III    | 8         | 1e ronde    | < Werder Bremen: 0-2; Winnaar Bayerischer Pokal > FC Ingolstadt 04: 2-0                    |
| 2005/06 | Regionalliga Süd    | III    | 17        | 1e ronde    | < Alemannia Aachen: 1-3 n.v.                                                               |
| 2006/07 | Bayernliga          | IV     | 1         | --          |                                                                                            |
| 2007/08 | Regionalliga Süd    | III    | 9         | --          |                                                                                            |
| 2008/09 | 3. Liga             | III    | 15        | --          |                                                                                            |
| 2009/10 | 3. Liga             | III    | 16        | --          | Winnaar Bayerischer Pokal > SV Wacker Burghausen: 4-2                                      |
| 2010/11 | 3. Liga             | III    | 8         | 1e ronde    | < Arminia Bielefeld: 1-1 (5-6 n.s.); Winnaar Bayerischer Pokal > SV Wacker Burghausen: 2-1 |
| 2011/12 | 3. Liga             | III    | 3         | 1e ronde    | < Borussia Mönchengladbach: 1-3; Relegation > Karlsruher SC: 1-1/2-2                       |
| 2012/13 | 2. Bundesliga       | II     | 18        | 1e ronde    | < FC Bayern München:0-4                                                                    |
| 2013/14 | 3. Liga             | III    | 11        | 1e ronde    | < 1. FC Union Berlin: 0-1                                                                  |
| 2014/15 | 3. Liga             | III    | 20        | --          |                                                                                            |
| 2015/16 | Regionalliga Bayern | IV     | 1         |             | Relegation > VfL Wolfsburg II: 0-1/2-0; Liga-topscorer: Markus Ziereis (19)                |
| 2016/17 | 3. Liga             | III    | 3         | 1e ronde    | < Hertha BSC: 1-1 (3-5 n.s.); Relegation > TSV 1860 München: 1-1/2-0                       |
| 2017/18 | 2. Bundesliga       | II     | 5         | 2e ronde    | < 1. FC Heidenheim: 2-5                                                                    |
| 2018/19 | 2. Bundesliga       | II     | 8         | 1e ronde    | < BSG Chemie Leipzig: 1-2                                                                  |
| 2019/20 | 2. Bundesliga       | II     | 12        | 1e ronde    | < 1. FC Saarbrücken: 2-3                                                                   |
| 2020/21 | 2. Bundesliga       | II     | 14        | kwartfinale | < Werder Bremen: 0-1                                                                       |
| 2021/22 | 2. Bundesliga       | II     | 15        | 2e ronde    | < Hansa Rostock: 3-3 (2-4 n.s.)                                                            |
| 2022/23 | 2. Bundesliga       | II     | 17        | 2e ronde    | < Fortuna Düsseldorf: 0-3                                                                  |
| 2023/24 | 3. Liga             | III    | 3         | 1e ronde    | < 1. FC Magdeburg: 1-2; Relegation > SV Wehen Wiesbaden: 2-2 (T)/2-1 (U)                   |
| 2024/25 | 2. Bundesliga       | II     | 18        | 8e finale   | < VfB Stuttgart: 0-3                                                                       |
| 2025/26 | 3. Liga             | III    | .         | 1e ronde    | < 1. FC Köln: 1-2                                                                          |

## Bekende (ex-)spelers
- Adrian Fein
- Julian de Guzmán (2012–2013)
- Thorsten Kirschbaum
- Joël Zwarts

## Trainer-coaches
| Van        | Tot        | Naam                | Duels | W | G | V |
| ---------- | ---------- | ------------------- | ----- | - | - | - |
| 01.07.2019 | heden      | Mersad Selimbegović |       |   |   |   |
| 01.07.2017 | 30.06.2019 | Achim Beierlorzer   |       |   |   |   |
| 01.01.2016 | 30.06.2017 | Heiko Herrlich      |       |   |   |   |
| 18.11.2014 | 06.12.2015 | Christian Brand     |       |   |   |   |
| 10.11.2014 | 17.11.2014 | Ilija Dzepina       |       |   |   |   |
| 01.07.2014 | 09.11.2014 | Alexander Schmidt   |       |   |   |   |
| 11.06.2013 | 30.06.2014 | Thomas Stratos      |       |   |   |   |
| 01.01.2013 | 10.06.2013 | Franciszek Smuda    |       |   |   |   |
| 04.11.2012 | 31.12.2012 | Franz Gerber        |       |   |   |   |
| 01.07.2012 | 03.11.2012 | Oscar Corrochano    |       |   |   |   |
| 25.11.2008 | 30.06.2012 | Markus Weinzierl    |       |   |   |   |
| 01.07.2008 | 24.11.2008 | Thomas Kristl       |       |   |   |   |
| 07.04.2006 | 30.06.2008 | Günter Güttler      |       |   |   |   |
| 21.09.2005 | 06.04.2006 | Dariusz Pasieka     |       |   |   |   |
| 01.07.2004 | 20.09.2005 | Mario Basler        |       |   |   |   |
| 18.11.2003 | 30.06.2004 | Günter Brandl       |       |   |   |   |
| 01.07.2003 | 17.11.2003 | Ingo Peter          |       |   |   |   |
| 01.07.2001 | 30.06.2003 | Günter Sebert       |       |   |   |   |
| 01.07.1992 | 30.06.1993 | Klaus Täuber        |       |   |   |   |
| 01.07.1985 | 30.06.1987 | Hannes Baldauf      |       |   |   |   |
| 16.01.1976 | 30.06.1977 | Helmut Richert      |       |   |   |   |
| 01.07.1975 | 15.01.1976 | Aki Schmidt         |       |   |   |   |
| 01.07.1973 | 30.06.1974 | Bernd Oles          |       |   |   |   |
| 01.07.1970 | 28.02.1972 | Heinz Elzner        |       |   |   |   |
| 01.07.1968 | 29.07.1970 | Aki Schmidt         |       |   |   |   |
| 01.07.1966 | 31.12.1968 | Franz Binder        |       |   |   |   |
| 01.07.1960 | 30.06.1961 | Georg Bayerer       |       |   |   |   |
| 01.07.1959 | 30.06.1960 | Hans Jakob          |       |   |   |   |
| 01.07.1957 | 30.06.1958 | Béla Sárosi         |       |   |   |   |
| 01.07.1954 | 30.06.1957 | Josef Uridil        |       |   |   |   |
| 01.07.1952 | 30.06.1954 | Franz Binder        |       |   |   |   |
| 01.07.1922 | 30.06.1923 | Hermann Polenski    |       |   |   |   |